# Гювен (квартал на Истанбул)
„Гювен“ (на турски: Güven) е квартал на Истанбул, разположен в околия Гюнгьорен. Общата му площ е 0,32 км2. Според данни на Адресната система за регистриране на населението (ABPRS) към 2023 г. населението на „Гювен“ е 15 659 жители.